# Glitiškės
Glitiškės är en ort i Litauen. Den ligger i den östra delen av landet, 30 km norr om huvudstaden Vilnius. Glitiškės ligger 124 meter över havet och antalet invånare är 586.
Terrängen runt Glitiškės är huvudsakligen platt. Glitiškės ligger nere i en dal. Runt Glitiškės är det ganska glesbefolkat, med 43 invånare per kvadratkilometer. Närmaste större samhälle är Širvintos, 18,5 km väster om Glitiškės. Omgivningarna runt Glitiškės är en mosaik av jordbruksmark och naturlig växtlighet.